# S/S Neptun
S/S Neptun var ett av Sveriges första bärgningsfartyg.
Edward O. Liljewalch hade beställt bärgningsångfartyget Assistance på W. Lindbergs Varvs- och Verkstads AB i Stockholm 1865 och påbörjat bärgningsverksamhet. Detta fartyg eldhärjades dock redan 1867. År 1869 bildade han tillsammans med bland andra Lars Johan Hierta, William Lindberg och brodern Thomas Liljewalch (1840—1904) ett nytt partsrederi, vilket senare blev Bergnings- & dykeribolaget Neptun i Stockholm. Rederiets första fartyg var ångaren Neptun, vilken byggdes på W- Lindbergs varv 1870.
Neptunbolaget utvecklades mycket väl under Edward O. Liljewalchs ledning fram till 1906 och därefter. Redan 1906 hade rederiet en bärgningsflotta på tolv fartyg och en internationell verksamhet.
S/S Neptun blev en trotjänare inom rederiet och var i verksamhet till 1956. Hon skrotades 1957.